# Myxobolus cerebralis
Myxobolus cerebralis (лат.) — вид миксоспоридий, паразитирующий в лососевых (лосось, форель и др.). Возбудитель миксозомоза (вертёжа) у выращенных на фермах лососей и форелей, а также в популяциях диких рыб. Впервые был описан у радужной форели в Германии в 1893 году. Впоследствии произошло расширение ареала, который теперь охватывает большинство стран Европы (включая Россию), Канаду, США, Южную Африку и другие. В 1980-х годах было обнаружено, что для завершения жизненного цикла виду необходимо заражение олигохет из семейства тубифицид. Паразит инъецирует хозяев своими клетками, прокалывая их покровы полярными нитями, которые выбрасывает из нематоцитоподобных капсул.

## Вертёж рыб
Вертёж поражает мальков рыб, вызывает деформацию скелета и неврологические повреждения. Рыбы «закручиваются» в неуклюжем, штопорообразном движении вместо того, чтобы нормально плавать. Они хуже находят корм и более уязвимы для хищников. Смертность среди сеголеток очень высока — до 90 % в инфицированных популяциях. Выживающие особи деформированы паразитами, обитающими в их хрящах и костях; они выступают в роли резервуар для паразита, который выходит в воду после гибели рыбы. Myxobolus cerebralis — один из наиболее экономически значимых видов миксоспоридий рыб, а также один из самых патогенных.